# Agathe von Schwabenau

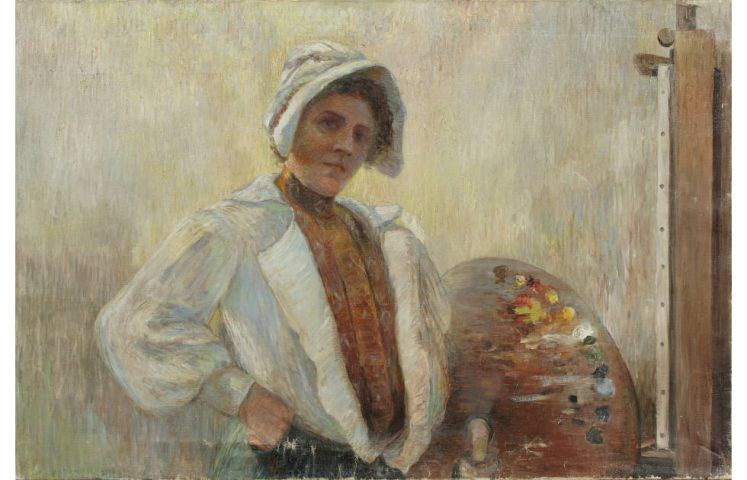
Selbstporträt (1905)

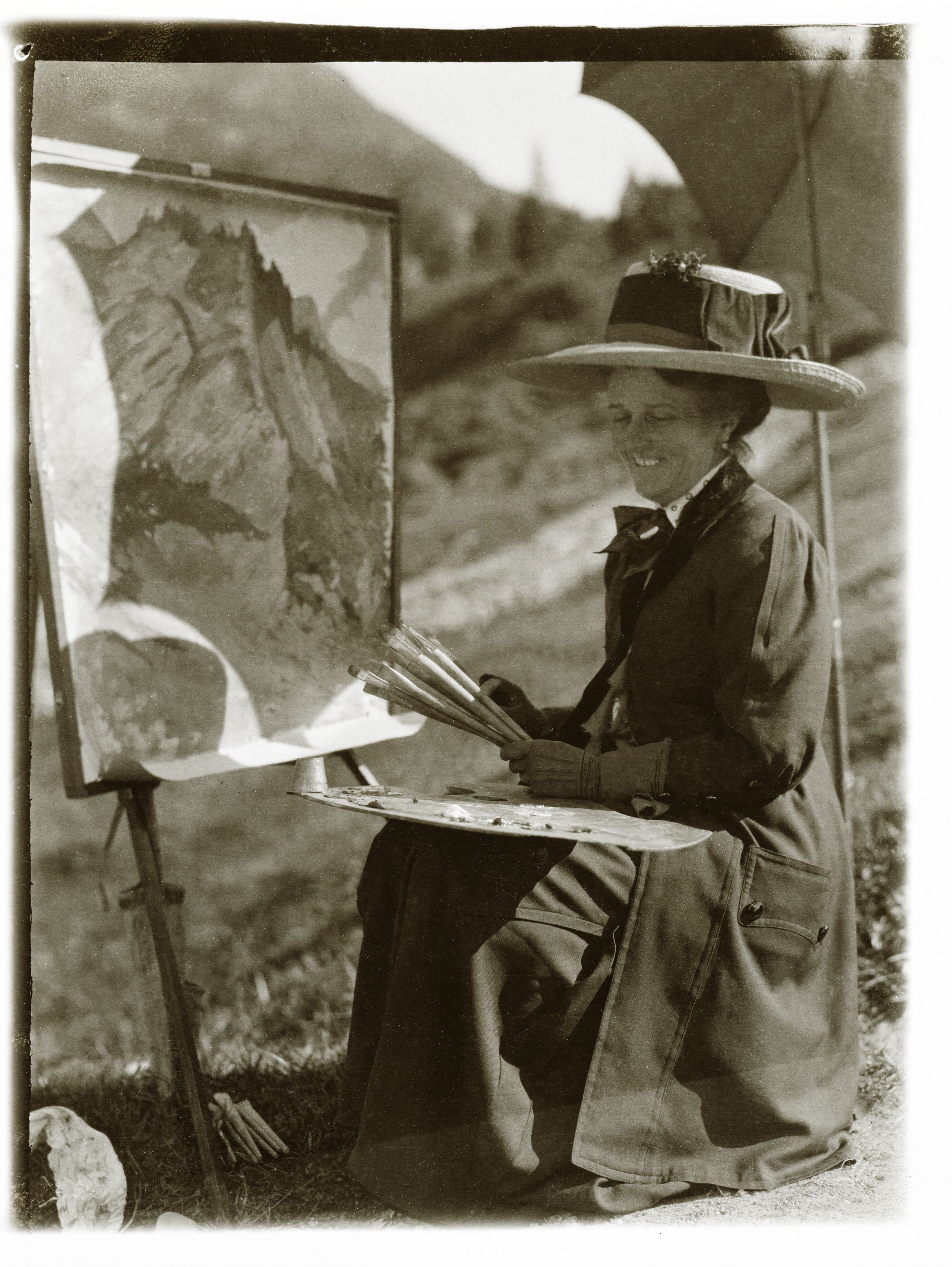
Freiluftmalerin

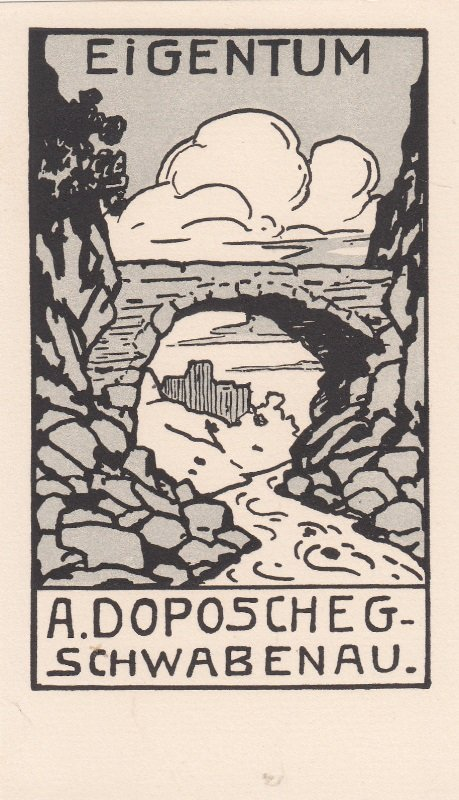
Eigentum

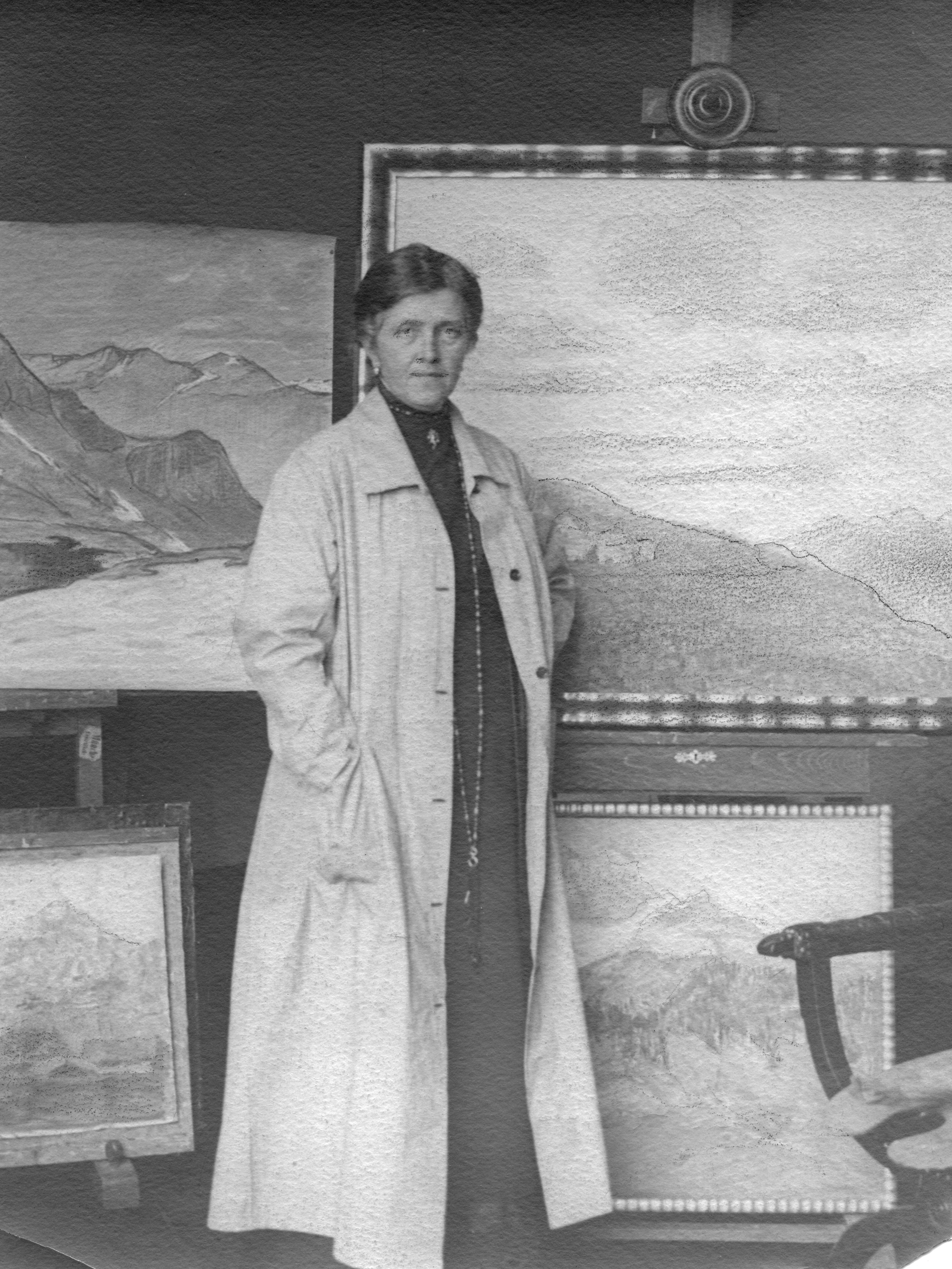
Agathe von Schwabenau im Atelier

Agathe von Schwabenau (* 23. September 1857 in Ödenburg, Kaisertum Österreich; † 26. September 1950 in Garmisch-Partenkirchen) war eine österreichische Malerin. Sie war Mitbegründerin der ersten Malschule in Linz und engagierte sich im Oberösterreichischen Kunstverein. Sie ist überwiegend unter dem Namen Agathe Schwabenau  bekannt und führte in Folge ihrer Ehen auch die Namen Agathe Hofmann-Schwabenau und Agathe Doposcheg-Schwabenau.
Agathe von Schwabenaus Werk war lange fast gänzlich in Vergessenheit geraten. Die Kenntnis ihres Oeuvres und Wirkens konnte zumindest teilweise durch verschiedene Forschungsansätze wiedergewonnen werden.

## Leben
Agathe von Schwabenau war die jüngste von vier Töchtern des Ehepaares Antonie von Schwabenau, geb. Szerelem (1821–1882) und Anton Ferdinand Ritter von Schwabenau (1800–1881). Ihr Vater wurde 1861 zum k. k. Hofrat bei der Linzer Statthalterei ernannt und war zuletzt k. k. Statthalter-Vizepräsident. Die Familie übersiedelte von Ödenburg nach Linz und bewohnte den 2. Stock der Promenade 25. Sie wuchs gemeinsam mit den Schwestern Valerie (1843–1930) und Marianne (1845–1915) auf.
Schwabenau heiratete am 26. April 1882 in der Linzer Minoritenkirche Richard Hofmann, Sohn von Adolf Hofmann (1819–1897) und dessen Frau Josefine (1822–1872). Richard Hofmann war Kompagnon und Prokurist der Kunstmehlfabrik Brüder Löwenfeld und Hofmann in Kleinmünchen. Die nächsten Jahre verbrachte das Ehepaar in Kleinmünchen auf dem Firmensitz der Industriellenfamilien Löwenfeld & Hofmann. Hier wurden ihre drei Kinder Egon (1884–1972), Agathe (1885–1919) und Adolf (1891–1934) geboren. Schwabenau malte weiter und kopierte die meisten Gemälde aus der Kunstsammlung von Richards Hofmanns Onkel Wilhelm Löwenfeld.
1894 zog die Familie in eine Wohnung der Linzer Waltherstraße. Nach dem Tod des Familienoberhauptes Adolf Hofmann im Jahr 1897 übersiedelte die Familie in das Stadtpalais in der Linzer Herrenstraße 18. Die folgenden Jahre bezeichnete Agathe als „glänzende Jahre“. Sie war als ausgezeichnete Pianistin mit der Musikszene der Stadt bestens vernetzt (somit auch mit Anton Bruckner) und veranstaltete zahlreiche Hauskonzerte mit dem Pianisten und Musikdirektor August Göllerich und dem Bariton Alfred Poell sowie verschiedene gesellschaftliche Ereignisse in ihrem Hause. Zu den Gästen zählte auch ihr späterer zweiter Ehemann Oberleutnant Josef Doposcheg-Uhlár sowie der spätere Ehemann ihrer Tochter Agathe Karl Ritter von Hardt-Stremayr.
Die Freundschaft zu Doposcheg-Uhlár als musik- und literaturverständiger Gesprächspartner blieb auch brieflich über Jahre bestehen und wurde letztlich von ihrem Mann untersagt. Nachdem Schwabenau den Briefwechsel vermutlich wieder aufgenommen hatte, verlangte ihr Mann die Scheidung, nachdem es bereits zuvor zu Gegensätzen in den Interessen gekommen war.
Die zufällige Begegnung mit dem Hagenbund-Künstler Ludwig Ferdinand Graf (1868–1932) gab ihr wieder Selbstvertrauen und bestärkte sie in ihrem Vorhaben, nun doch „den Weg der Kunst“ einzuschlagen. Unvorbereitet auf eigene Beine gestellt musste sie letztlich ihr Vermögen den drei Kindern übertragen und ihre bisherige Wirkungsstätte und Heimatstadt Linz ohne ihre Kinder (19, 18 und 14 Jahr alt) verlassen. 1905 ging sie nach Wien, wo zahlreiche gezeichnete Stadtansichten entstanden, zum Beispiel den Blick aus dem Hotel Werndl auf die Peterskirche und auf andere Plätze der Stadt.
Nach der Scheidung im Jahr 1905 übersiedelte sie 1906 nach München und heiratete am 22. Dezember 1908 den Oberstleutnant und späteren Biologen  Josef Doposcheg-Uhlár (1870–1956).
Nach ihrer Scheidung und Wiederverheiratung wirkte sie in ihrem neuen Atelier in München-Schwabing. Mit ihrem Sohn Egon, der sich zu einem bedeutenden Maler entwickelte, unternahm sie fünf Reisen in die Schweiz. Eine Fotografie zeigt sie, wie sie im Hochgebirge in langem Kleid und mit Hut an der Staffelei sitzend malt.
1915 übersiedelte die Familie in das neu gebaute Haus „Villa Silberacker“ in Partenkirchen, Dreitorspitzstraße 31. Ein Jahr später stattete sie den Speisesaal der eleganten Pension Tannenberg mit ihren Bildern aus und kam dadurch mit kunstinteressierten Gästen in Kontakt. Dies ermöglichte den Verkauf vieler Bilder und es fanden sich Schüler ein.
Der frühe Tod ihrer Tochter Agathe (verheiratet mit Karl von Hardt-Stremayr) im Jahr 1919, die Nachwirkungen des Ersten Weltkrieges sowie eigene Erkrankungen hinterließen tiefe Spuren. Immer wieder fand Schwabenau in der Kunst eine Ablenkung von Sorgen sowie eine Stütze für die Bewältigung der erschwerten Lage. Nach dem Verlust des gesamten Vermögens wurde die Villa verkauft und das Ehepaar zog 1925 in ein neu gebautes kleines Haus in der Wettersteinstraße 2. In ihrem neuen Atelier im Haus „Agathe“ gab sie auch wieder Unterricht und empfing Käufer.
Als ihr jüngster Sohn Adolf, der die Firma der Familie geleitet hatte, 1934 einem völlig unerwarteten Herzversagen erlag, geriet Schwabenau in eine 7-monatige tiefe körperliche und seelische Krise. Wieder konnte die Arbeit im Atelier an der Staffelei ihr die Kraft geben, den Schmerz über Tod von zwei ihrer Kinder zu überwinden. Begrüßte sie anfänglich den Aufstieg des Nationalsozialismus, schrieb sie mit dem Erkennen der Gräuel des Krieges 1941: „Das Geschehene ist so maßlos, dass mir das Gefühl mangelt, intensiv, bewusst genug aufzufassen, was wir erleben.“
Zurückgezogen und bis zuletzt künstlerisch tätig lebte Agathe von Schwabenau bis zu ihrem Tod 1950 im „Haus Agathe“ in Garmisch-Partenkirchen. In einer Randnotiz der schriftlichen Erinnerungen findet sich folgende Information:

„In 50 Jahren 1425 Ölbilder gemalt – 80 Ex Libris. Verkäufe nach Amerika, Norddeutschland, außer München viele Bilder. In Österreich stellte ich nur was in Graz aus, obwohl v. Hagenbund in Wien auch dorthin aufgefordert. Ich tat es nicht wegen Richard.“

## Künstlerische Entwicklung
Schwabenau hatte das künstlerische Talent ihrer Mutter geerbt und wurde von dieser gefördert. Ihren ersten Zeichenunterricht erhielt sie als Kind bei Karl Blumauer (1826–1903). Ab 1876/77 erhielt sie über sechs Jahre Unterricht von dem Wiener Landschaftsmaler Melchior Fritsch, der sie sowohl in Wien als auch in der Sommerfrische in Bad Ischl in der Villa des Kunstfreundes August Fölsch (1824–1893) in Kaltenbach unterrichtete. Die Ausbildung beschränkte sich weitgehend auf das Kopieren alter Meister (z. B. radierte Tierdarstellungen in Bleistiftzeichnungen von Johann Adam Klein), was Schwabenau nicht genügte, sodass sie sich auch eigene Motive in der Natur suchte.
Auch Melchior Fritsch zählte zu den Gästen in Kleinmünchen. Landschaft und Stillleben bestimmten weiterhin ihr Werk. Eine Reise mit ihren Kindern ins holländische Zandvoort im Jahr 1889 brachte neue künstlerische Eindrücke durch die Begegnung mit einer holländischen Familie, in welcher Mutter und Tochter an einer Akademie studierten. Eine Entscheidung für die Familie oder für ein Leben als Künstlerin war zu diesem Zeitpunkt noch nicht möglich.
Wichtige Einflüsse auf ihre malerische Entwicklung gewann sie in der Münchener Damenakademie von Ende 1906 bis 1907/08 und in der Künstlerkolonie Dachau. Es begann ihr intensives Studium bei Künstlern wie Adolf Hölzel, Hans Müller-Dachau, Theodor Hummel und in der Malschule Graumann-Kertz, bis zum Beginn des Ersten Weltkrieges. Neben Gemälden und Grafiken entstanden in dieser Zeit auch zahlreiche Exlibris, meist für den Familien- und Freundeskreis. Auch Vorträge von Leo Putz über Komposition brachten ihr keine Neuerungen.
In den wenigen bekannten Werken aus der zweiten Schaffenshälfte ist der stilistische Wandel deutlich abzulesen. Der einzeln gesetzte Pinselstrich und eine farblich intensivere Übertragung kennzeichnen die ausgewogen komponierten Szenerien ihrer Gemälde. Auf Fotografien, die die Künstlerin im Atelier in München an der Staffelei zeigen, erkennt man relativ großformatige Gemälde, die die thematische Auseinandersetzung mit der Bergwelt sowie dem Stillleben aufweisen. Parallelen zu ihrem Sohn, dem Maler Egon Hofmann, mit dem sie malend in den Bergen unterwegs war, sind vor allem motivisch zu finden. Beide verband die Begeisterung für die Bergwelt, die sie gemeinsam erkundeten und in Werken festhielten. Besonders in der Gegend rund um Garmisch-Partenkirchen fand Schwabenau in den späteren Jahren künstlerische Anregungen. Als Malerin des Hochgebirges nimmt sie eine Sonderstellung unter den Künstlerinnen ihrer Generation ein. Eine stilistische Nähe zu Giovanni Segantini, zu seiner weiten hellen Bergwelt, wurde ihr von Richard de Crignis anlässlich der Gedenkausstellung nach ihrem Tod attestiert.
Schwabenaus künstlerisches Wirken entwickelte sich von der Landschaftsmalerei der Mitte des 19. Jahrhunderts („Ungarische Landschaft“, 1880) über Werke, die an Gemälde des Stimmungsimpressionismus erinnern, bis hin zu einer aufgelockerten Malweise des beginnenden 20. Jahrhunderts. Auch Stillleben zählten zu ihrem Repertoire.

## Oberösterreichischer Kunstverein
Der 1851 gegründete Oberösterreichische Kunstverein zeigte einmal im Jahr eine kleine Ausstellung in Räumen des oberösterreichischen Landhauses. Die Mitglieder finanzierten den Verein und die Produktion von Prämienblättern. Auf Bitte des amtierenden Präsidenten Johann Ungnad Graf Weissenwolff übernahm Schwabenau seine Agenden im Vorstand des Kunstvereins. In Zusammenarbeit mit dem Sekretär des Kunstvereins, Alexander Nicoladoni, nahm der Verein einen Aufschwung und mit der Übersiedlung in drei Räume des 1903 errichteten Volksgartenpavillons wurde auch die Ausstellungssituation wesentlich verbessert. Das Ausstellungsprogramm widmete sich in der Folge auch der aktuellen Wiener Kunst, wodurch die Linzer Bevölkerung u. a. Werke von Gustav Klimt kennen lernte.
Bis 1905 war Schwabenau Mitglied des oberösterreichischen Kunstvereins. Ihre Tätigkeit im Vorstand wird in den Aufzeichnungen des Vereins nicht erwähnt, in ihren Erinnerungen berichtete sie allerdings „… an Stellungen nahm ich nur Rotkreuz und die Präsidentschaft des Kunstvereines an.“

## Erste Malschule in Linz
Die Gründung der ersten  Gründung der ersten Malschule weist Schwabenau als Pionierin der Linzer Kulturarbeit aus. Die leerstehende Wohnung des Kunstvereins, der seit 1895 in sieben Räumen im ersten Stock des Hauses Graben 2 untergebracht war, wurde zum Lokal der Schule umfunktioniert. Mit dieser Initiative sollte das künstlerische Potential der Stadt gefördert werden.
Auf Empfehlung von Adolf Hölzel wurde als Lehrerin die Malerin Michaela Pfaffinger gewonnen, an deren Unterricht Schwabenau teilnahm. Nach dem frühen Tod von Pfaffinger 1898 wandte sich Schwabenau erneut an die Künstlerkolonie in Dachau und konnte Bertha von Tarnóczy, die sie seit ihrer Jugend kannte, davon überzeugen, nach Linz zu kommen, um die Malschule zu leiten. Als Pädagogin war diese bedeutende Künstlerin allerdings weniger talentiert und so vertrat Schwabenau ihre Freundin, wenn diese auf Reisen war, und übernahm weitgehend den organisatorischen Teil der Malschule. Um 1899 unternahmen die beiden mit dem Zug eine Reise nach Dachau, dem damaligen Zentrum für Freilichtmalerei, wo es zur prägenden Begegnung mit Adolf Hölzel und Ludwig Dill kam. Es folgte eine Einladung für Hölzel nach Linz zu einem Vortrag über moderne Malerei in der Literatur- und Kunstgesellschaft „Pan“.

## Ausstellungen
Bereits als 15-Jährige nahm Schwabenau in Linz gemeinsam mit Franziska Baernreither an einer Ausstellung über Handarbeiten und Zeichnungen teil.
Schwabenaus Werke waren ab 1896 in Ausstellungen des Kunstvereins und im Jänner 1900 in der großen Ausstellung von Tarnóczy und ihren Schülerinnen im Museum zu sehen. Auch 1903 wurden ihre Gemälde und Aquarelle in der Kunstvereinsausstellung in der Presse besprochen und neben Werken von Marie Hold und Rosa Scherer hervorgehoben.